# Де Мер
«Де Мер» (нидерл. De Meer ) — стадион в городе Амстердам, Нидерланды. Стадион был открыт 9 декабря 1934 года, а снесён в 1996 году.

## История
С 1934 года по 1996 год стадион «Де Мер» был домашней ареной для футбольного клуба «Аякс» из Амстердама, до него клуб выступал на стадионе «Хет Хаутен». Первоначально стадион «Де Мер» смог вмещать 22 тыс. человек, а максимально 29 тыс. зрителей. Но, из-за повышения к требованием безопасности, вместимость стадиона пришлось сократить до 19 тыс.
Первый матч на «Де Мере» прошёл в день открытия стадиона, в нём участвовал «Аякс» и клуб из Франции «Стад Франсе», «Аякс» победил со счётом 5:1.
Однако, с течением времени, когда «Аякс» набирал популярность, стадион оказался слишком маленьким и не мог принять большую часть зрителей. Матчи европейских кубков «Аякс» проводил на «Олимпийском стадионе», до тех пор пока не был открыт новый стадион «Амстердам АренА» в 1996 год. Последний матч на «Де Мере» прошёл 28 апреля 1996 года между «Аяксом» и клубом «Виллем II», матч закончился со счётом 5:1 в пользу «Аякса».
На стадионе «Де Мер» национальная сборная Нидерландов
провела пять матчей. Первый из них состоялся 22 августа 1973 года против сборной Исландии, в матче квалификационного турнира к чемпионату Мира 1974 года Нидерланды одержали уверенную победу со счётом 5:0. Последний матч состоялся 25 марта 1992 года против сборной Югославии, в товарищеском матче нидерландцы победили со счётом 2:0.
После того как «Аякс» переехал на новый стадион, «Де Мер» был снесён, а земля, на котором он стоял, была продана городскому совету, по решению которого на месте стадиона появился жилой сектор, а также парк «Де Мер». В новом районе, где ранее стоял стадион, появились мосты, которые были названы в честь футболистов «Аякса» 70-х годов, таких как: Йохан Кройф, Шак Сварт, Геррит Мюхрен, Руд Крол, Йохан Нескенс, Барри Хюльсхофф, Ари Хан, Вим Сюбир, Пит Кейзер, Хорст Бланкенбург, Велибор Васович, Хайнц Стюи. Кроме того, шесть улиц получили названия в честь иностранных стадионов: «Делле Альпи», «Бернабеу», «Энфилд», «Уэмбли», «Коломб» и «Пратер» («Эрнст Хаппель»).